# جونينيو (لاعب كرة قدم مواليد 1996)
جونينيو (بالبرتغالية: Olávio Vieira dos Santos Júnior‏) هو لاعب كرة قدم برازيلي في مركز الهجوم، ولد في 21 نوفمبر 1996 في بيتانغي في البرازيل. لعب مع أتلتيكو باراناينسي.

## وصلات خارجية
- جونينيو (لاعب كرة قدم مواليد 1996) على موقع الاتحاد الأوربي (الإنجليزية)
- جونينيو (لاعب كرة قدم مواليد 1996) على موقع قاعدة بيانات كرة القدم.إي يو (الإنجليزية)
- جونينيو (لاعب كرة قدم مواليد 1996) على موقع ليكيب (الفرنسية)
- جونينيو (لاعب كرة قدم مواليد 1996) على موقع Soccerway.com (الإنجليزية)